# Heinrich Cramer von Clausbruch
Heinrich Cramer, seit 1571 Heinrich Cramer von Clausbruch, auch Heinrich Cramer von Claußbruch, (* 1515 in Hattingen/Ruhr; † 3. November 1599 in Leipzig) war ein Großkaufmann und Fernhändler, der infolge seiner unternehmerischen Tätigkeiten und Spekulationen ein Vermögen von 300.000 Gulden erwirtschaftete und so zu einem der reichsten Handelsherren und Landbesitzer in Kursachsen aufstieg.

## Leben

### Herkunft und erste Geschäftstätigkeiten
Heinrich Cramer wurde als Sohn des in Eger, Plauen und Hattingen tätigen Kaufmanns Jasper (oder Kaspar) Cramer (* um 1485) geboren. Von Jasper Cramer ist bekannt, dass er ein Enkel von Endres Cramer, eines 1444 verstorbenen Ratsherrn in Eger, war und die Patriziertochter Anna Juncker (* um 1485) aus Eger heiratete. Aus der Ehe von Jasper und Anna stammten Heinrich, sein als Großkaufmann in Amsterdam tätiger, ebenfalls 1571 geadelter Bruder Dietrich Cramer von Clausbruch (* um 1522) und der Kaufmann Reinhard Cramer (um 1517–1597), der seine Geschäfte von Goslar aus betrieb. Heinrich soll im heimatlichen Herzogtum Kleve sowohl eine Lateinschule besucht als auch eine Kaufmannslehre abgeschlossen haben, ehe er in Antwerpen, dem damaligen Handels- und Finanzzentrum nördlich der Alpen, verschiedenen Handelsgeschäften nachging. Von dort aus siedelte er in die Brabanter Textilstadt Arras über, die er wegen der für Protestanten bedrohlich werdenden Lage um 1555/56 verlassen musste.

### Großkaufmann in Leipzig
Er zog nach Leipzig, wo er noch im Jahr 1556 das Bürgerrecht erhielt. Zwei Jahre später kaufte er den gegenüber dem Rathaus liegenden Handelshof (Markt 11) mit Kaufkammern und Speichern, den Aeckerleins Hof. Cramer verfügte neben seinem Leipziger Kontor noch über Faktoreien in Antwerpen, Köln und Eisleben und er erwirtschaftete mit seinem Großhandel (Tuche, Seide, Rauchwaren, Waid, Edelsteinen und Waffen) hohe Umsätze. Außerdem galt er als geschickter und angesehener Vermittler zwischen dem oberdeutschen und dem hansischen Handel. Um 1560 begann Cramer von Leipzig aus, seine Geschäfte mit den östlichen Ländern zu intensivieren.
Seine an die Grafen von Mansfeld gewährten Kredite ermöglichten ihm ebenfalls ab etwa 1560 den Einstieg in das prosperierende Montanwesen im Mansfelder Land. Er investierte in Saigerhütten in Sangerhausen und Wernigerode, die damals als die modernsten Bergfabriken galten. Dadurch gelang es ihm, seine wirtschaftliche Vorherrschaft im Bergbau des Mansfelder Landes und am Harz zu begründen. Zwar widmeten sich Heinrich Cramer und seine Gesellschafter hauptsächlich der Aufbereitung von Erzen und nicht dem Bergbau, aber sie besaßen die Kuxe zahlreicher ergiebiger Gruben am Harz und im Mansfelder Land, aber auch im Erzgebirge, im böhmischen und im alpenländischen Bergwesen.
Heinrich Cramer handelte mittlerweile europaweit mit
- niederländischen Tuchen,
- thüringischen Waid,
- Mansfelder Kupfer,
- Goslarer Blei, Vitriol und Galmei,
- erzgebirgischen Silber aus Annaberg, Geyer und Preßnitz,
- Salz der Sole von Artern und
- osteuropäischen Rauchwaren.

Er betrieb Geschäfte mit Partnern aus Prag, Danzig, Posen, Krakau oder Moskau, sein Handelsnetz erstreckte sich bis nach Spanien, die Niederlande und nach Skandinavien. Cramer erlangte in Leipzig eine herausragende wirtschaftliche Stellung, die vom Stadtgericht, nach einer Auseinandersetzung mit ihm, wie folgt kommentiert wurde: „Kein Handel (in Leipzig) jemalß so groß und klein gewesen, Heinrich Cramer hat dahinden oder darinnen gestecket.“

### Die Tuchmanufaktur in Meuselwitz
Um 1580 erreichten Cramers Montangeschäfte ihren Zenit. Bereits einige Jahre vorher hatte er den Fernhandel mit Tuchen als Tochterfirma aus seinem Unternehmen ausgegliedert, die er allerdings wegen Verschuldung (bei seinem eigenen Handelshof) um 1577 wieder auflösen musste.
Daraufhin entwickelte Cramer eine neue Geschäftsidee. Im Jahr 1578 begann er auf seinem kurz zuvor erworbenen Rittergut in Meuselwitz eine Tuchmanufaktur zu errichten mit dem Ziel, die bisher mit hohem Aufwand eingeführten Waren nahe Leipzig selbst herzustellen. Diese Tuchmanufaktur war sowohl in ihrer technischen Innovation als auch in der Höhe der Investitionen mit den seit 1560 errichteten Saigerhütten in Sangershausen und Wernigerode vergleichbar. Cramer ließ in Meuselwitz etwa hundert Weberhäuser errichten und es gelang ihm, fünfzig Fachleute aus den Niederlanden für seine Manufaktur anzuwerben. Das Leipziger Kontor sorgte für die Beschaffung der Rohstoffe, organisierte den Produktionsprozess an den Webstühlen, in der Walkerei oder in der Färberei und trieb den Absatz der Endprodukte voran. Die Transportleistungen für die Tuchmanufaktur mussten die Bauern der Meuselwitzer Grundherrschaft leisten.
Zunächst konnte Cramer von Clausbruch in Meuselwitz zünftige Bindungen der Handwerker umgehen. 1592 entschied er jedoch, dass die Tuchmacher und Leineweber Innungsordnungen erhalten. Möglicherweise wurde eine neue Stufe der Arbeitsteilung und Kooperation innerhalb des Manufakturbetriebes erreicht, sodass der Leipziger Großkaufmann sich entschloss, seine Qualitätsansprüche genau zu dokumentieren, die Stellung der Meister und Fachkräfte zu regeln und die Mindestlöhne für die Gesellen festzulegen. Ebenso versah er das Meuselwitzer Versorgungshandwerk mit Innungsordnungen.
Heinrich Cramer von Clausbruch erwog außerdem die Schiffbarmachung der Weißen Elster, um von Leipzig über die Saale und Elbe eine Schiffsverbindung in die Niederlande herzustellen.

### Letzte Jahre und Fazit
Um 1590 erreichten Cramers Unternehmen ihren wirtschaftlichen Höhepunkt. Bereits im Jahr 1587 trat sein Schwiegersohn, der Kaufmann und Jurist Georg Winter (1551–1618), in die Geschäftsleitung ein, die er 1596 vollständig übernahm, da der inzwischen 81-jährige Großkaufmann vor das kaiserliche Hofgericht in Prag zitiert wurde. Ein Leipziger Konkurrent beschuldigte Cramer des Handelsbetruges und der angeblichen Konspiration mit dem russischen Zarenhof. Cramer wurde deswegen drei Jahre in Prag festgehalten, erst wenige Monate vor seinem Tod gelang ihm die Heimkehr nach Leipzig, ohne dass ein Urteil verkündet wurde. Es gilt als wahrscheinlich, dass die Demütigung des Großkaufmanns im Zusammenhang mit den politischen Änderungen nach dem Tod des sächsischen Kurfürsten Christian I. († 1591) und dem anschließenden Sturzes des in Leipzig geborenen und mit Cramer befreundeten Kanzlers Nikolaus Krell steht.
Heinrich Cramer von Clausbruch kann als ein typischer Vertreter der sächsischen Kaufmannschaft und der Leipziger Hochfinanz in der zweiten Hälfte des 16. Jahrhunderts gesehen werden. Sein Leben wurde nicht nur durch seine wirtschaftlichen und technischen Erfolge, sondern auch durch seine humanistische Bildung geprägt. Er besaß eine Sammlung von ungefähr 100 Gemälden, Kupferstichen und Holzschnitten, die zur Ausstattung der Beletage des Handelshofs gehörten, und seine Bibliothek umfasste etwa 350 Bände. Ebenso galt sein Handelshof als ein Ort, an dem namhafte Juristen, Theologen und Mediziner sowie andere Gelehrte der Leipziger Universität verkehrten.
Allerdings musste Heinrich Cramer von Clausbruch zum Ende seines Lebens noch die ersten Anzeichen des Niederganges seines Handelshofes erleben. Diese Entwicklung betraf um 1600 viele ähnlich strukturierte Handelshöfe, vor allem in Oberdeutschland.

## Ehen und Nachkommen
Heinrich Cramer von Clausbruch war zweimal verheiratet. Seine erste Ehe schloss er 1544 mit einer namentlich nicht bekannten Frau († vor 1568). Aus dieser Ehe entstammten:
- Peter Cramer (1554–1604), verheiratet mit Catharina Hertel (1568–1632)
- Margaretha Cramer (1559–1590), verheiratet seit 1577 mit Cölestinus Göritz (1552–1599)
- Heinrich Cramer (* 1559)
- Anna Cramer (1563–1640), verheiratet seit 1581 mit Hans Merseburger der Ältere (1550–1620)

Außerdem hatte Heinrich Cramer einen vorehelichen Sohn, dessen Mutter nicht bekannt ist:
- Caspar Cramer (1538–1574)

Am 19. Januar 1568 vermählte sich Heinrich Cramer ein zweites Mal. Seine Ehefrau Margarethe Meyer (1550–1614) war die Tochter des aus den Niederlanden stammenden und in Leipzig ansässigen Kaufmanns Johann (oder Hans) Meyer (um 1515–1570) und dessen Ehefrau Katharina Eibe (* 1524). Aus dieser Ehe entstammten 16 Kinder, darunter:
- Katharina Cramer von Clausbruch (1569–1603), verheiratet seit 1587 mit dem Kaufmann und Juristen Georg Winter (1551–1618), der seit 1587 in die Leitung des Leipziger Kontors eingebunden war.
- Maria Cramer von Clausbruch (1571–nach 1596)
- Heinrich Cramer von Clausbruch (* 6. März 1575 in Leipzig; † 31. August 1615 in Meuselwitz) heiratete am 11. Januar 1601 Christine (1576–1639), Tochter des Leipziger Ratsherrn Jacob Vol(c)kmar. Er übernahm und leitete das Unternehmen seines Vaters.
- Johann (Hans) Cramer von Clausbruch (1577–1633) war als Großkaufmann in Leipzig, Frankfurt und Warschau tätig. Er war seit 1601 mit Hedwig (1581–1625), Tochter des Goslaer Oberberghauptmanns Christoph Sander und dessen Ehefrau Margarethe von Uslar verheiratet.
- Margarethe Cramer von Clausbruch (1578–1620) war in erster Ehe mit Heinrich Tryller (1570–1614) und in zweiter Ehe mit Hans Rothe (1570–1626) verheiratet.
- Elias Cramer von Clausbruch (1583–1623)
- Eva (auch Elisabeth oder Amelia) Cramer von Clausbruch (1587–1611) ehelichte 1603 Johann von Holterberg Neerhoff († 1614)

## Trivia
Am 10. November 1928 wurde vom Leipziger Stadtrat beschlossen, die vormalige Kirchbergstraße im Leipziger Stadtteil Wahren nach Heinrich Cramer von Clausbruch in „Claußbruchstraße“ umzubenennen. Dieser Beschluss trat nach seiner Verkündigung am 15. Dezember 1928 in Kraft.